# Космічна гармата
Космі́чна гарма́та — метод запуску об'єкта в космічний простір за допомогою вогнепальної зброї типу величезної гармати або електромагнітної гармати. Відноситься до безракетних методів виведення об'єктів на орбіту.
У проєкті висотних досліджень Військово-морських сил США використовувалася 16-дюймова (406 мм) гармата з довжиною ствола 100 калібрів (40 м), стріляла 180-кілограмовими снарядами без розривного заряду, що мали початкову швидкість 3600 метрів в секунду, які досягали максимальної висоти 180 кілометрів. Отже, ця гармата дозволяє снаряду виконати суборбітальний космічний політ.
Однак поки жодна космічна гармата жодного разу не здійснила успішний запуск об'єкта на орбіту. Космічна гармата сама по собі не здатна доставити об'єкт на стаціонарну орбіту навколо планети без виконання коректування курсу об'єкта після запуску, оскільки сама гармата є точкою траєкторії, а орбіта — це замкнута траєкторія. Тобто, снаряд все-таки повинен бути «трохи ракетою».

## Історія
Раз за разом конструкторська думка на черговому етапі повертається до старих «забутих» схем, щоб відродити їх у новій якості під нові завдання. Електроракетні двигуни і використання атомної енергії, сонячні вітрила і антигравітація — все це було придумано ще в першій чверті XX століття, але знаходить втілення лише сьогодні.
Не залишилася забутою і ідея космічної гармати, запропонована ще Ісааком Ньютоном, що отримала розвиток в романах Жюля Верна, Фора і Граффіньї і знайшла втілення в програмі створення наддалекобійної «Фау-3».

З практичної точки зору найбільш відомою є спроба зробити космічну гармату артилерійським інженером Джеральдом Буллом за проєктом «Вавилон», який був також відомий в засобах масової інформації як «іракська супергармата». У проєкті Вавилон Булл використовував свій досвід з проєкту висотних досліджень, щоб створити величезну гармату для Саддама Хусейна в Іраку. Ця зброя, якби вона була завершена, була б першою істинно космічною гарматою, здатною запускати об'єкти в космос. Однак, Булл був убитий перш, ніж проєкт був завершений, а залишки гармати знищені.
Роботи Джеральда Булла в Канаді привернули увагу вчених військово-промислового комплексу США. Американським конструкторам, які працювали над створенням перспективних літальних апаратів, не вистачало даних про фізичні властивості і хімічний склад верхніх шарів атмосфери. Частина питань була знята в рамках спільних робіт за програмою «HARP». Однак для вирішення приватних завдань американці використовували малі гармати, що дозволяли виводити невеликі зонди на висоти до 70 кілометрів.
Стартові комплекси на основі 120-міліметрових гармат були побудовані на випробувальних полігонах острова Барбадос, Квебека, в штатах Аляска, Вірджинія, Нью-Мексико, Аризона. З їх допомогою на суборбітальні висоти запускалися невеликі зонди різного призначення (серія суборбітальних снарядів «BRL»): дипольний відбивач, траєкторія якого відстежувалася радаром; метеозонд, що дрейфує з парашутом; контейнери, що повертаються тощо. Вартість одного запуску коливалася в межах від 300 до 500 доларів США.
Як альтернатива гармати на легких газах були також запропоновані прискорювачі типу прямоточних повітряно-реактивних двигунів. В інших пропозиціях застосовуються електромагнітні методи прискорення, такі, як гармата Гауса і рейкотрон.

## Лазерний стартовий комплекс
Лазерний стартовий комплекс був запропонований фахівцями Лабораторії Лоренса в рамках «Програми перспективних технологій» («Advanced Technology Program», «ATP»), спрямованої на розробку теоретичних основ альтернативних концепцій космічних кораблів.
Принцип дії цього комплексу досить незвичний.
Лазерний промінь, що направляється з землі, нагріває спеціальну речовину, яким покрита нижня частина снаряда, що має форму параболоїда. Випаровуючись, ця речовина створює реактивну тягу, що штовхає снаряд вгору. При виході у безповітряний простір параболічна чашка відкидається і в дію вступає звичайний твердопаливний двигун, запалюваний знову ж лазерним променем.
Снаряд, що запускається лазерним стартовим комплексом, має наступні параметри: діаметр — 2 метри, початкова маса — 1000 кілограмів, корисне навантаження, що виводиться на висоту до 1000 кілометрів, — 150 кілограмів. Споживана лазером потужність не повинна перевищувати 100 МВт, час дії імпульсу — 800 секунд.

## Електромагнітні гармати-катапульти
Вперше ідею електромагнітної гармати (або електромагнітної катапульти) запропонували в 1915 році російські інженери Подільський і Ямпольський, використавши принцип лінійного електродвигуна, винайденого ще в XIX сторіччі російським фізиком Борисом Якобі. Вони створили проєкт магнітно-фугальної гармати з 50-метровим стволом, оповитим котушками індуктивності. Передбачалося, що розігнаний електрострумом снаряд досягне початкової швидкості 915 м/с і відлетить на 300 кілометрів. Проєкт відкинули як несвоєчасний.
Експерименти з електромагнітними метальними системами були знову продовжені тільки після Другої світової війни. Найбільш серйозний проєкт електромагнітної гармати-катапульти, призначеної для запуску невеликих снарядів на навколоземну орбіту, розроблявся в середині 80-х років Національною лабораторією в Альбукерке (США) під керівництвом Вільяма Корна. Була навіть побудована модель стартового комплексу, що являє собою шестиступеневий електромагнітний прискорювач. Він розрахований на розгін снаряда масою 4 кілограми і діаметром 139 міліметрів. Пізніше з'явився проєкт десятиступеневого прискорювача, призначеного для запуску 400-кілограмових снарядів калібром 750 міліметрів.
Цікавий також проєкт стартового комплексу, що розробляється в американському Науково-дослідному центрі Льюїса. Він призначений для відправки в космос контейнерів з радіоактивними відходами і включає кілька технічних і пускових майданчиків, приміщень для підготовки снарядів-контейнерів, підземних сховищ, центру управління «стрільбами», станцій радіолокаційного стеження.
Процес запуску контейнера з радіоактивними відходами буде виглядати наступним чином. Відпрацьовані на АЕС стрижні привезуть на стартовий комплекс і направлять до пункту переробки. Там відходи перенавантажуватимуть з транспортних контейнерів у екрановані капсули, що являють собою частини орбітального снаряда. Пристрій такого снаряда, виготовленого з тугоплавкого вольфраму, залежить від призначення та виду корисного навантаження, але в будь-якому випадку корпус повинен мати мінімальний аеродинамічний опір.
Незадовго перед пуском змонтований снаряд перемістять в магазин, а звідти — в зарядний пристрій. За ним розташована газодинамічна ділянка прискорення, що переходить в ствол-рейкотрон, виготовлений з міді. Після дослідів, проведених у Ліверморській лабораторії, віддали перевагу круглій в перетині «гарматі», оточеною безліччю соленоїдних котушок, об'єднаних в блоки.
Перед запуском котушки збуджуються змінним струмом із зростаючою частотою. Так, на одному з дослідних зразків метальної установки на перший блок подавали напругу з частотою 4,4 кГц, на другий — до 8,8 кГц, на третьому вона зростала до 13,2 кГц і так далі.
Кожен блок котушок, взаємодіючи зі снарядом рейкотрона, буде «підхоплювати» і розганяти його до тих пір, поки швидкість не досягне розрахункової.
При цьому блоки оснащуються власними генераторами з фотоелектричними перемикачами, що спрацьовують при наближенні снаряда до фіксованих точок у стволі. Крім того, генератори пов'язані з мультиплексором, підключеним до підсилювачів потужності соленоїдів.
Такі електромагнітні гармати переважніше розміщати в шахтах; при цьому для зниження енерговитрат їх пропонують влаштовувати в горах, на висотах 2,5-3 кілометрів.
Для додачі снаряду додаткового прискорення при виході за межі дії земного тяжіння його оснастять силовою установкою. Як паливо поки намічена комбінація гідрозин-трифторида хлору, що має велику густину і достатній питомий імпульс.